# Loue (dopływ Isle)
Loue – rzeka we Francji, przepływająca przez tereny departamentów Haute-Vienne oraz Dordogne, o długości 50,9 km. Stanowi lewy dopływ rzeki Isle.